# 达西区

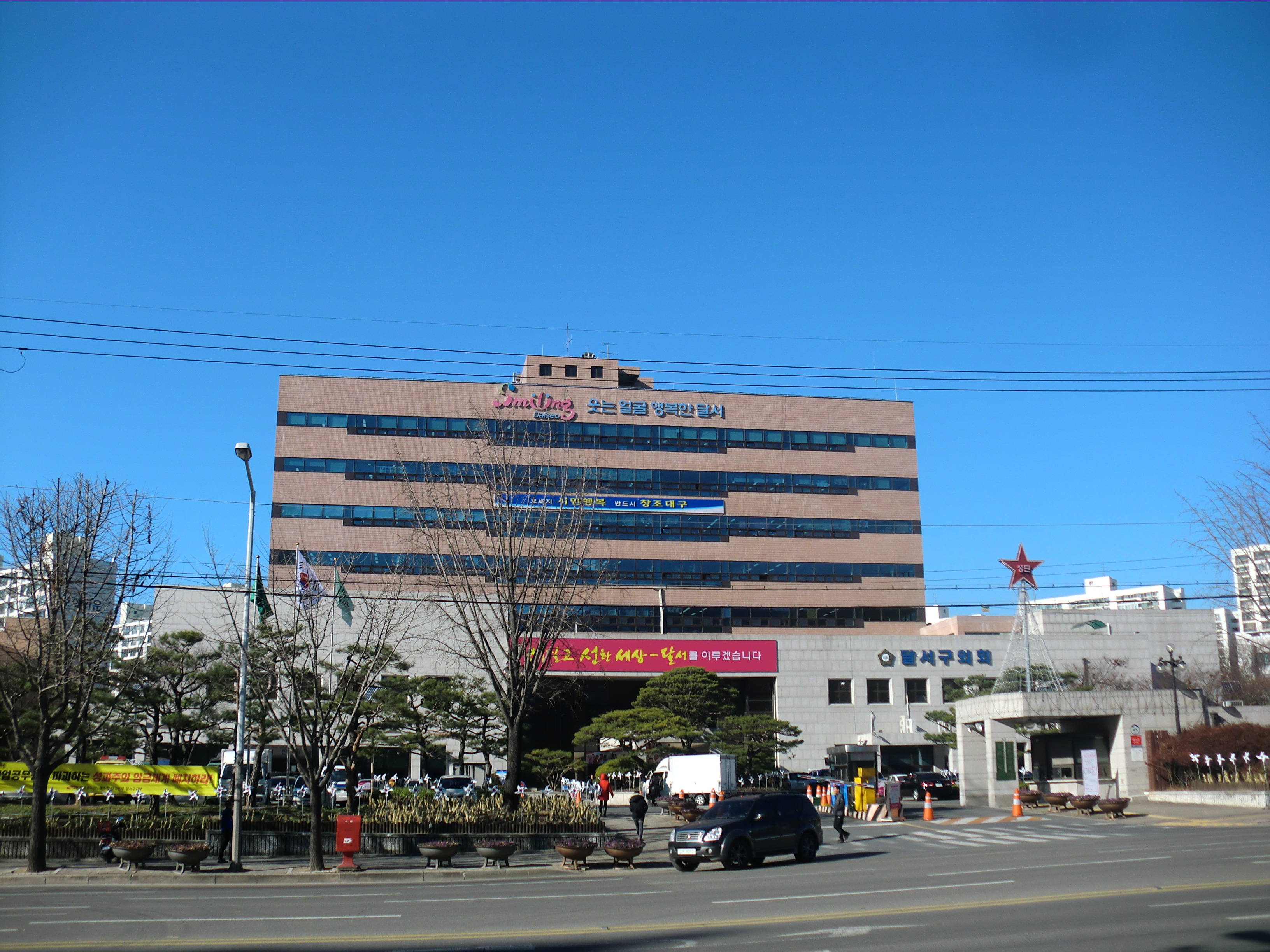
達西區廳

行政區劃圖

達西區（：／ Dalseo gu */?）是大韓民國大邱廣域市的一個區，位於大邱市西部，西隔洛東江與慶尚北道相望。面積62.26平方公里，2008年人口594,616人。下分24洞。
1938年達西面被納入大邱市。1988年設區。

## 姐妹城市
- 中华人民共和国山東省青島市四方區
- 美国俄勒岡州華盛頓縣